# Artroskopija
Artroskopija je maleni kirurški zahvat na zglobovima. Artroskopski postupak pomaže kod lječenja mnogih ortopedskih stanja. To je najčešće obavljan zahvat u ortopediji.

## Artroskopski zahvat
Prednost ovakve operacije, je ta da se, kroz mali rez, uvodi optički instrument, artroskop. Artroskop je spojen s kamerom i na taj način daje doktoru, kompletnu sliku zgloba. Kad se operacija obavlja na ovakav način, pacijent se brže oporavlja i rana brže zacijeljuje, jer je manja trauma za vezivno tkivo. 
Ovaj zahvat je najčešće obavljan na sportašima, koji imaju česte ozljede zglobova, i nakon operacije, nemaju vremena za ležanje i dug oporavak. Kod ovakvog zahvata manji su i ožiljci, jer su i rezovi relativno maleni. Kirurški instrumenti su manji od tradicionalnih instrumenata, na monitoru kirurzi vide probleme sa zglobovima, hrskavicom i tako dalje. Artroskopija se najčešće obavlja na koljenima, ramenima, laktovima, ručnim zglobovima, gležnjevima i kukovima.

## Artroskopija koljena
Artroskopija se može koristiti samo za provjeru i dijagnozu koljena. Kada se na ovaj način operira koljena, artroskop ulazi kroz maleni rez na koljenu, koristi se posebna tekućina tijekom zahvata, više rezova može biti, kako bi se provjerilo stanje u cijelom koljenu, te se na taj način operacija počne izvoditi.
Nakon obavljanja operacije artroskopije, dolazi do oticanja područja oko koljena, nakon dva tjedna oticanje se smiri. Dok se oticanje ne smiri u potpunosti, ne bi se smjelo hodati niti vježbati, zbog toga što koljeno nakon operacije nije potpuno stabilno.
Vježbanje, ako se ne pričeka neko vrijeme, može uzrokovati jaku bol, i jako oticanje koljena, koje može biti vrlo opasno.

## Artroskopija kuka
Artroskopija kuka, često je korištena za bolove u kukovima, te se koristi za liječenje stanja unutar i izvan kuka. Kuk je jedan od najvećih zglobova u ljudskom tijelu. Kuk se sastoji od konkavnog zglobnog tijela na zdjeličnoj kosti i konveksnog zglobnog tijela. Kuk je kuglasti zglob i on omogućava prijenos opterećenja s gornjeg dijela tijela na donji dio tijela. Artroskopija kuka je najsporije napredovala od svih vrsta artroskopija.
Najčešći razlozi za artroskopiju kuka jesu: oštećenje labruma kuka, femoroacetabularni impingement, škljocajući kuk, septički artritis, tumorske tvorbe i slobodna zglobna tijela.

## Artroskopija ramena
Najpokretljiviji zglob ljudskog tijela je rame. Bez obzira na to što rame ne nosi težinu na sebi, kao što nose koljena, ono je jako osjetljivo i izloženo ozljedama. Sportovi kao što su vaterpolo, odbojka, rukomet, opterećuju ramena, pa su ramena kod sportaša, koji se bave tim sportovima, sklona čestim ozljedama. 
Na ramenu se događaju ozljede istegnuća, iščašenja, puknuća tetiva i tako dalje. Ramena se najčešće operiraju artroskopijom, jer je oporavak brži i bezbolniji. 

## Artroskopija čeljusti
Artroskopija čeljusti se obavlja zbog nekih problema sa zglobom čeljusti. No ona može biti i čisto dijagnostički postupak.